# Carangoides plagiotaenia
Carangoides plagiotaenia és un peix teleosti de la família dels caràngids i de l'ordre dels perciformes.

## Morfologia
Pot arribar als 50 cm de llargària total.

## Distribució geogràfica
Es troba a les costes del Mar Roig, Golf d'Aden, Sri Lanka, Sud-àfrica, Seychelles, Ryukyu, Indonèsia, les Filipines, Austràlia, Papua Nova Guinea, Fidji, Tonga i les Illes Marshall.